# Dener
Dener Assunção Braz, né le 28 juin 1991 à Bagé et mort le 28 novembre 2016 à La Unión, est un footballeur brésilien qui évolue au poste de défenseur.
Il meurt dans le crash d'avion du vol 2933 LaMia Airlines.

## Biographie
Il joue 76 matchs en Serie A et 12 matchs en Copa Sudamericana. Il inscrit quatre buts au sein du Brasileirão.

## Palmarès
- Vainqueur de la Copa Sudamericana en 2016 avec Chapecoense
- Vainqueur du Campeonato Catarinense en 2016 avec Chapecoense